# Enseigne lumineuse Stomatol
L'enseigne lumineuse Stomatol est la première enseigne lumineuse de Suède et la plus ancienne encore en opération. Elle représente une brosse à dents et un tube de dentifrice de la marque suédoise Stomatol. Elle comportait dans sa version originale la mention « Friska tänder », que l'on pourrait traduire par « des dents saines ».
L'enseigne est installée le 22 novembre 1909 en haut de l'ascenseur Katarina, dans le quartier de Slussen à Stockholm. En 1933, elle est déplacée et installée sur le toit du Stockholms Sjömanshem.
Elle a été conçue par l'inventeur et artiste Mauritz Larsson (sv). Elle comporte 1361 lampes à incandescence de 25 watts de couleur bleu, blanche et rouge. 